# Staer
Staer International este o companie producătoare de mobilă din Galați, înființată în anul 1992.
A început activitatea ca un SRL, având 10 angajați și a devenit ulterior societate pe acțiuni, având o unitate proprie de producție în Galați, o rețea de 27 magazine deschise în toată țara, un parc auto de 106 camioane și peste 700 de salariați în anul 2009.
Omul de afaceri Ștefan Nicolae deține peste 80% din acțiunile Staer.
Principalii concurenți ai Staer pe piața locală de retail cu mobilă sunt Mobexpert, Elvila, IKEA și Kika.
Cifra de afaceri:
- 2008: 98,7 milioane lei (26,8 milioane euro)[1]
- 2007: 30,4 milioane euro[3]
- 2006: 25 milioane euro[4]